# Falsomesosella breuningi
Falsomesosella breuningi là một loài bọ cánh cứng trong họ Cerambycidae.